# Pierre Joseph Cools
Pierre Joseph Cools (Mol, 29 oktober 1800 - Brussel, 16 augustus 1884) was een Belgisch volksvertegenwoordiger.

## Levensloop
Cools was een zoon van de koopman Pierre-Joseph Cools en van Marie-Elisabeth Opdebeeck. Hij bleef vrijgezel.
Cools promoveerde tot doctor in de rechten aan de Universiteit Luik (1824). Eerst klerk op het Ministerie van Binnenlandse Zaken, werd hij in 1835 arrondissementscommissaris voor Sint-Niklaas (1835-1839). Hij werd vervolgens, in afwisseling met een politieke carrière:
- directeur op het Ministerie van Financies (1847-1848),
- raadsheer bij het Rekenhof (1854-1882).

Van 1836 tot 1839 was hij provincieraadslid in de provincie Oost-Vlaanderen. In 1839 werd hij liberaal volksvertegenwoordiger voor het arrondissement Sint-Niklaas, in opvolging van Constantin Rodenbach en behield dit mandaat tot in 1843. Hij werd opnieuw senator in 1848 en oefende het mandaat uit tot in 1852.